# Andy Schneider (Politiker)
Andy Schneider (* 19. August 1959) ist ein Schweizer Politiker (SP). Seit dem 8. September 2014 ist er Kantonsrat des Kantons Luzern. Seit 2016 ist er auch Gemeinderat in Rothenburg, wo er das Ressort Bildung leitet.
Nach einem Sportstudium an der Eidgenössischen Sportschule in Magglingen arbeitete Schneider seit 1991 als Lehrer und seit 1998 auch als Schulleiter Sekundarschule bei der Schule Rothenburg. Von 2016 bis 2021 war er Schulleiter in Emmen. In seiner Freizeit singt Schneider in einem Jodelklub.